# Úvrať (doprava)

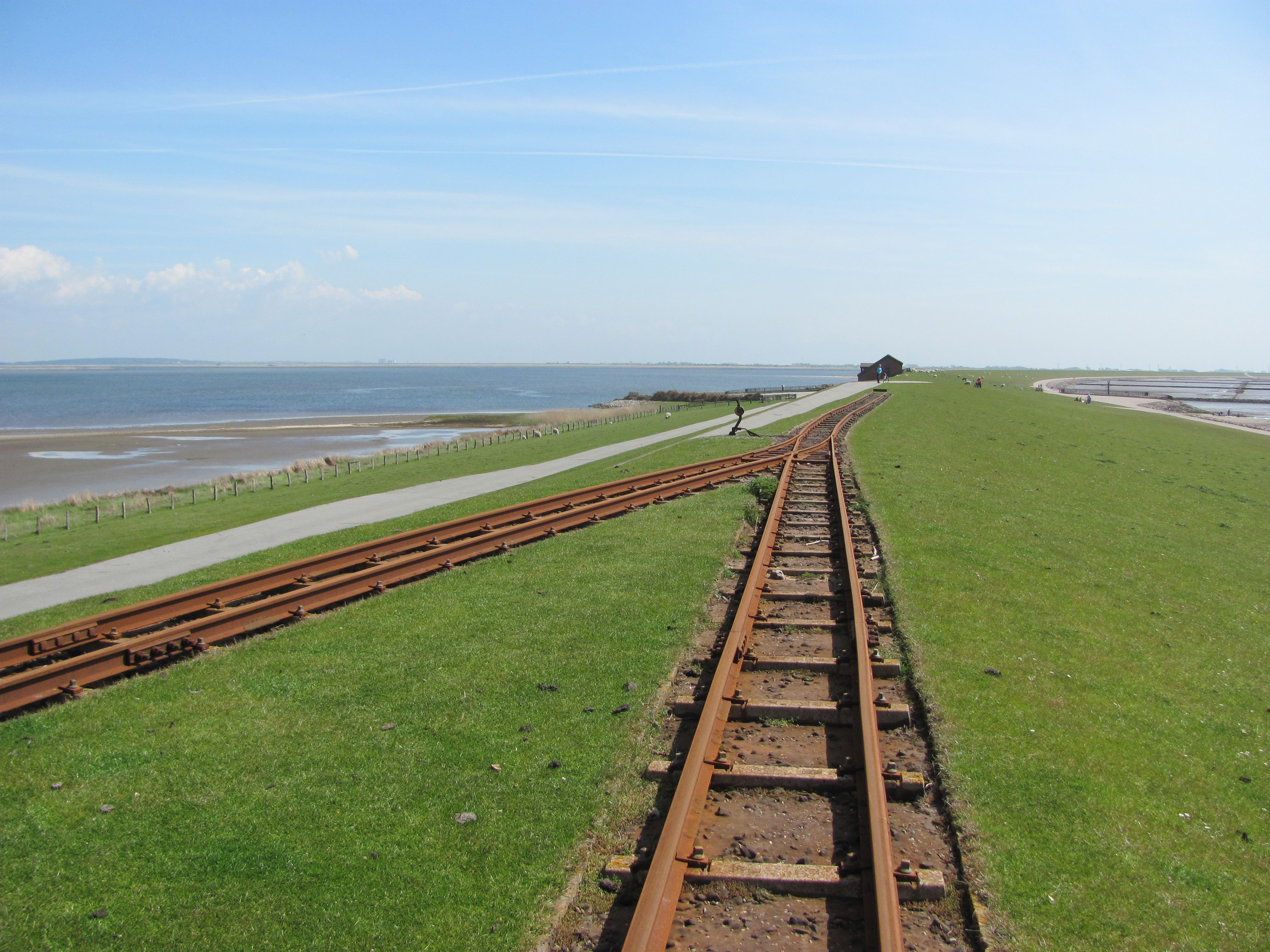
Úvrať na úzkorozchodné dráze na severofríském ostrově Nordstrandischmoor v Německu

Úvrať je v dopravní terminologii místo, kde musí vozidlo zastavit a couváním obrátit směr jízdy, aby mohlo pokračovat v cestě. Typicky úvraťují kolejová vozidla, ale výjimečně se lze s tímto jevem setkat i v silniční dopravě. Úvratě se používají zejména na místech, kde je z prostorových důvodů nemožné nebo neúměrně nákladné vybudovat točnu nebo smyčku.

## Drážní úvratě
V drážní dopravě je úvrať obecně místo na trati, v němž kolejové vozidlo musí zastavit a změnit směr jízdy – ať už proto, že trať dál vůbec nepokračuje (slepé, tzv. úvraťové zakončení), nebo za účelem přejetí na jinou trať zaústěnou do stejného zhlaví.
Úvraťová stanice je stanice na jedné trati, která má připojeny navazující traťové úseky obou směrů do jednoho zhlaví (laicky řečeno má pouze jeden vjezd). Někdy se tak označují i místa, kde vlaky podobným způsobem přejíždějí z jedné tratě na jinou. Úvraťová stanice je zpravidla hlavovou stanicí, ale vlaky mohou při jízdě vykonávat úvrať i v průjezdných stanicích, pokud to vyžaduje jejich trasování.
Úvraťová trať je trať, kde v mezistaničním úseku musí vlak alespoň jednou změnit směr jízdy, aby mohl pokračovat v jízdě. Tento způsob trasování se využívá zejména ve vysokohorských oblastech k vystoupání po úbočí svahu. Odpadá tím nákladné budování smyčkových tunelů. Příkladem takové trati je Historická lesní úvraťová železnice u slovenské Vychylovky nebo Moldavská horská dráha (trať Most–Moldava v Krušných horách). Ve světě využívají úvratě některé vysokohorské trati např. v Indii (Dárdžilingská himálajská dráha), v Argentině („Vlak do oblak“) nebo Austrálii (Velká západní dráha v Novém Jižním Walesu).

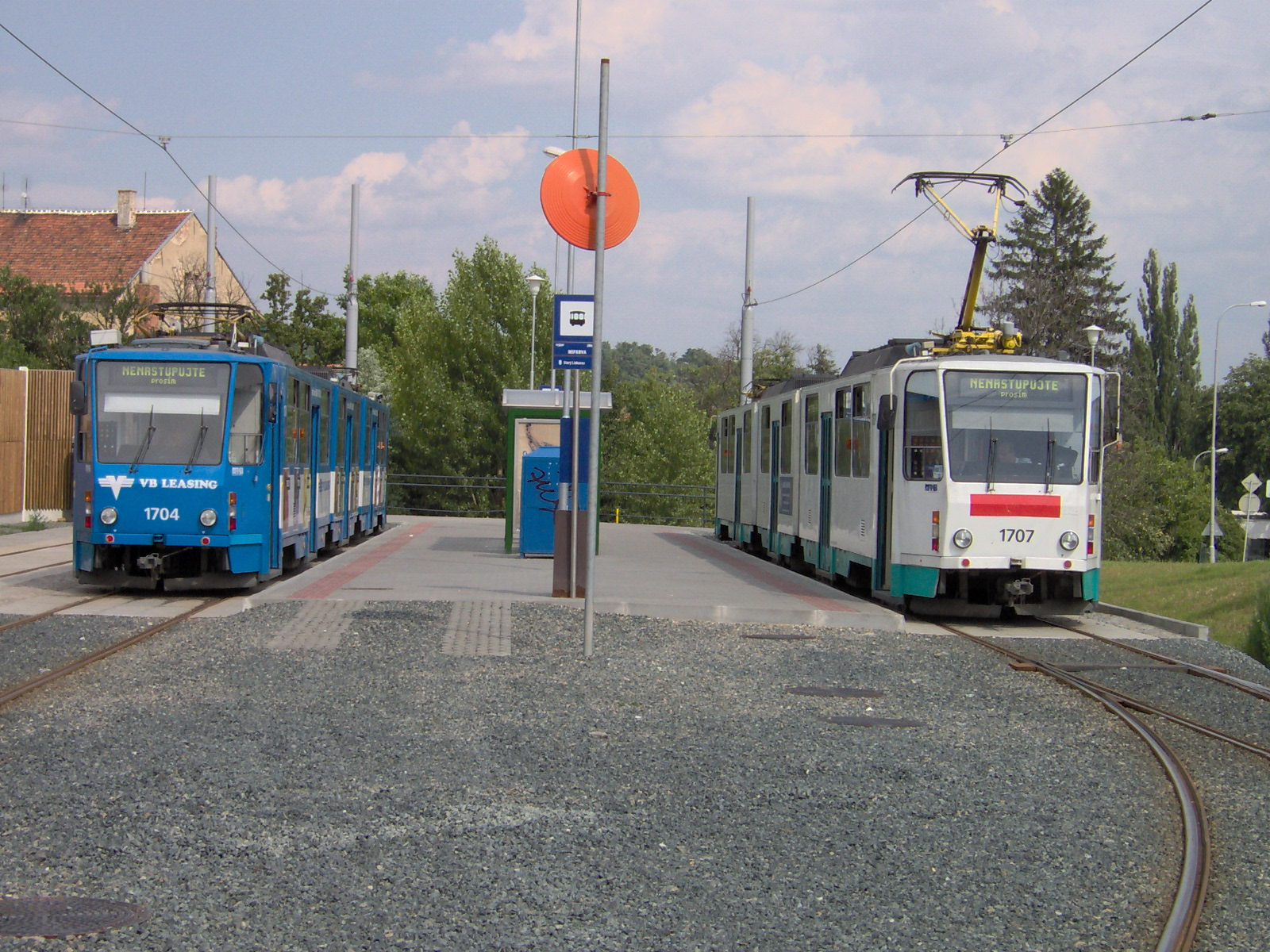
Brněnská tramvajová konečná Mifkova v Líšni, kde je obrat řešen úvratí

V železniční i tramvajové dopravě může vratný kolejový trojúhelník sloužit jako úvraťové obratiště sestávající ze dvou po sobě následujících úvratí – tím se vozidlo otočí do protějšího směru. Úvraťový pohyb se používá také pro zatahování do tramvajových dep couváním (zpětným pohybem).
Jako úvrať jsou označována i zakončení tramvajových tratí kolejovým přejezdem, který obousměrným vozům nebo obousměrným tramvajovým vlakům umožňuje vracet se po protisměrné koleji po stejné trati zpět. V Česku je v pravidelném provozu využívána v Brně (zastávka Mifkova a Nemocnice Bohunice), Olomouci (zastávka U Kapličky a Sokolská - obrat víkendové linky č. 3) a v Praze (zastávky Pankrác a Libuš a Hlavní nádraží v Opletalově ulici, která se využívá jen příležitostně).

### Úvratě na české železnici

#### Úvraťové stanice

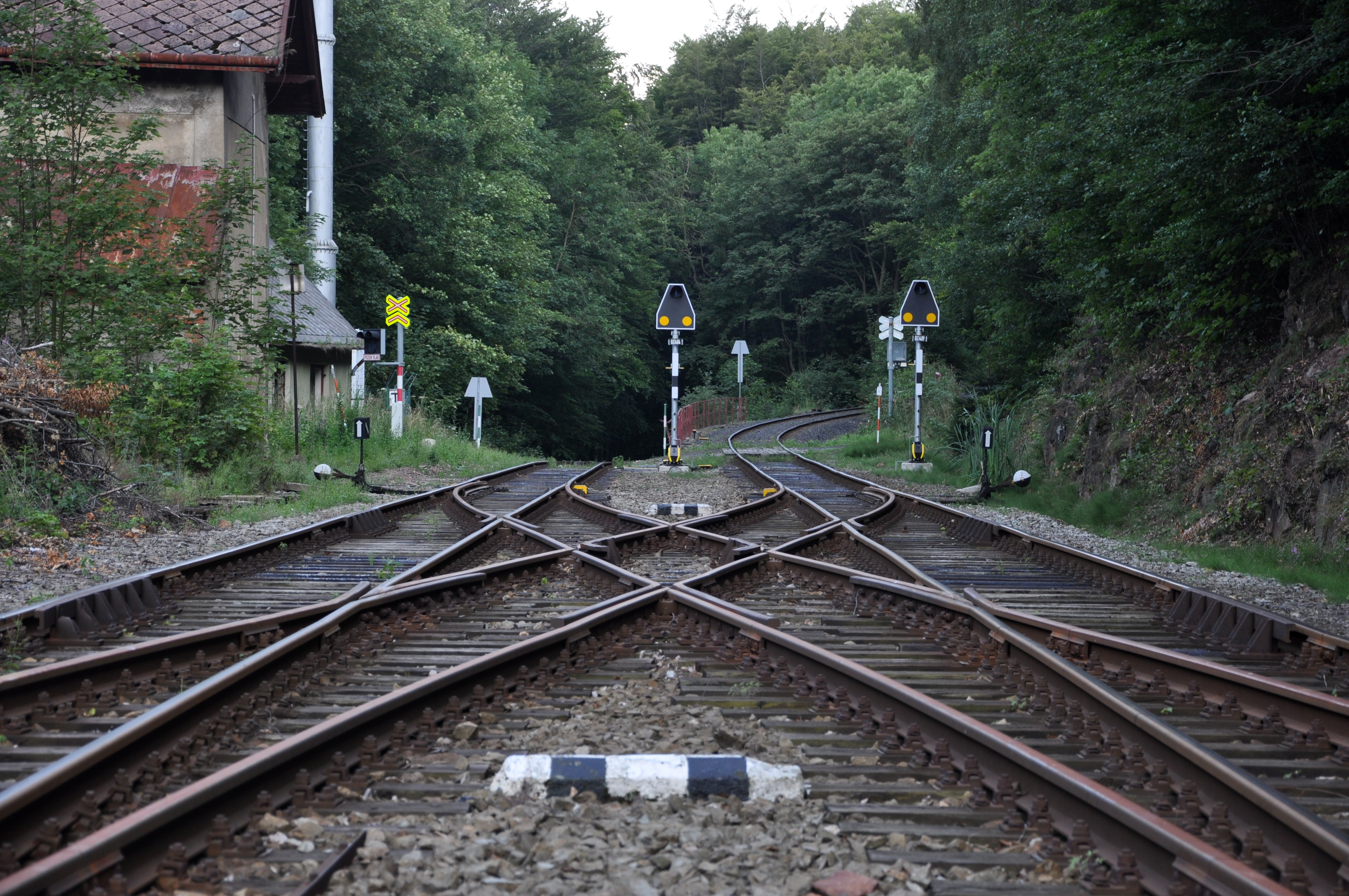
Stanice Dubí, vlevo trať do Mostu, vpravo trať na Moldavu

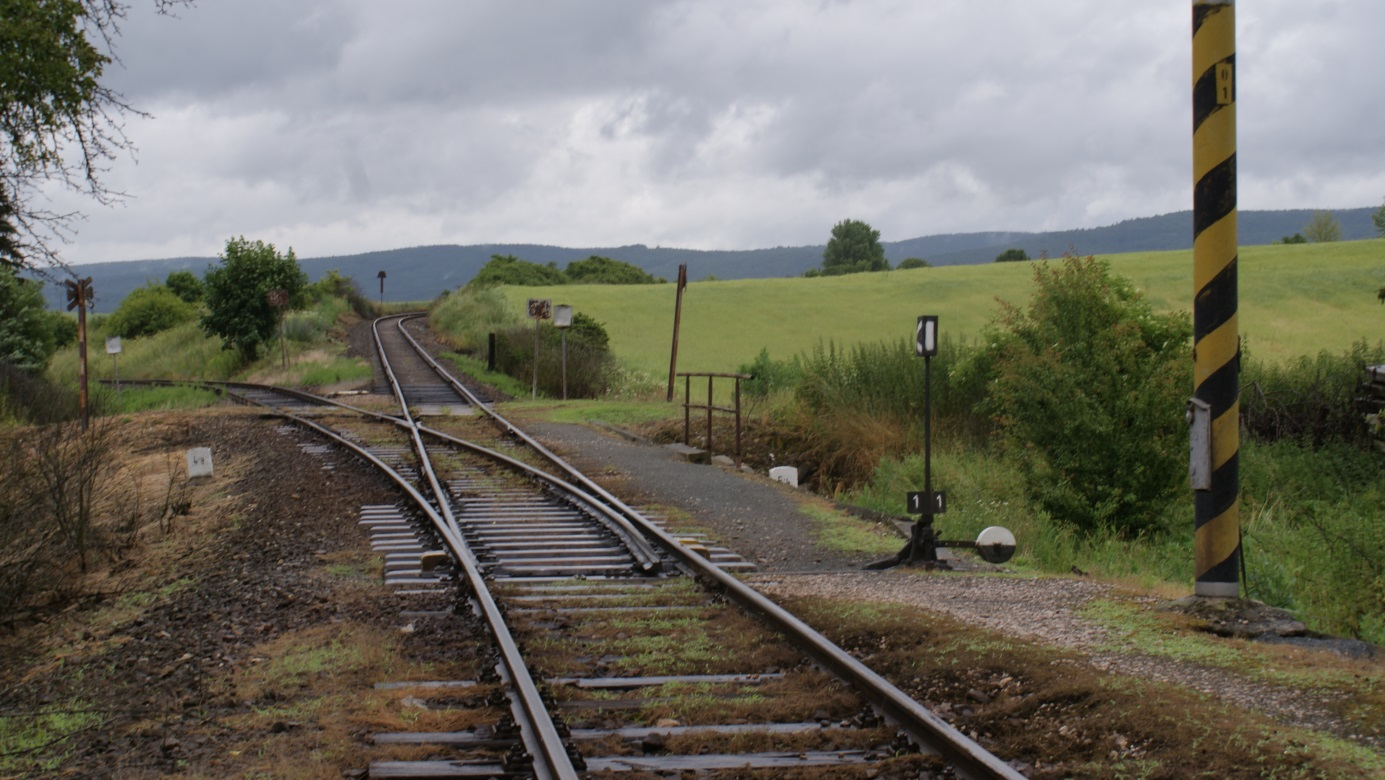
Výhybka pro změnu směru jízdy vlaku v úvraťové železniční stanici Liteň. Vlevo směr Zadní Třebaň, vpravo směr Lochovice

- Dětřichov u Frýdlantu – zrušená úzkorozchodná dráha Frýdlant – Heřmanice (část kolejí v místě úvrati je ještě zachována)
- Dubí – Trať 135 (Moldavská horská dráha), vklíněním úvraťové stanice do bočního údolí bylo vyřešeno stoupání bez nutnosti stavby dlouhého obloukového tunelu[1]
- Hrotová úvrať – na vlečce Kájov–Větřní
- Klobouky u Brna – Trať 256 (bez pravidelného provozu)
- Liteň – Trať 172
- Stupno – Trať 176
- Tachov – Trať 184
- Zásmuky – Trať 013
- Žleby – Trať 236

Úvraťové stanice propojující více tratí:
- Opava východ – tratě 310, 314, 315, 317, 321 (úvraťový provoz na trase Ostrava – Krnov)
- Praha-Masarykovo nádraží – tratě 011, 070, 090, (120), 231 (úvraťový provoz fakticky neprobíhá, všechny spoje zde začínají nebo končí)

#### Jiné případy
Úvratě v praxi probíhají i v mnoha průjezdných stanicích, kde je to nutné vzhledem k trasování vlaku. Příkladem jsou rychlíky „Moravan“ na trase Brno – Olomouc, které činí úvrať v Břeclavi, nebo rychlíky „Rožmberk“ Brno – Plzeň, které úvraťují v Jihlavě a Českých Budějovicích. 
Některé stanice svou konfigurací úvrať fakticky vyžadují pro prostý vjezd a výjezd některého směru – např. Turnov pro směr Libuň (trať 041).

## Silniční úvratě

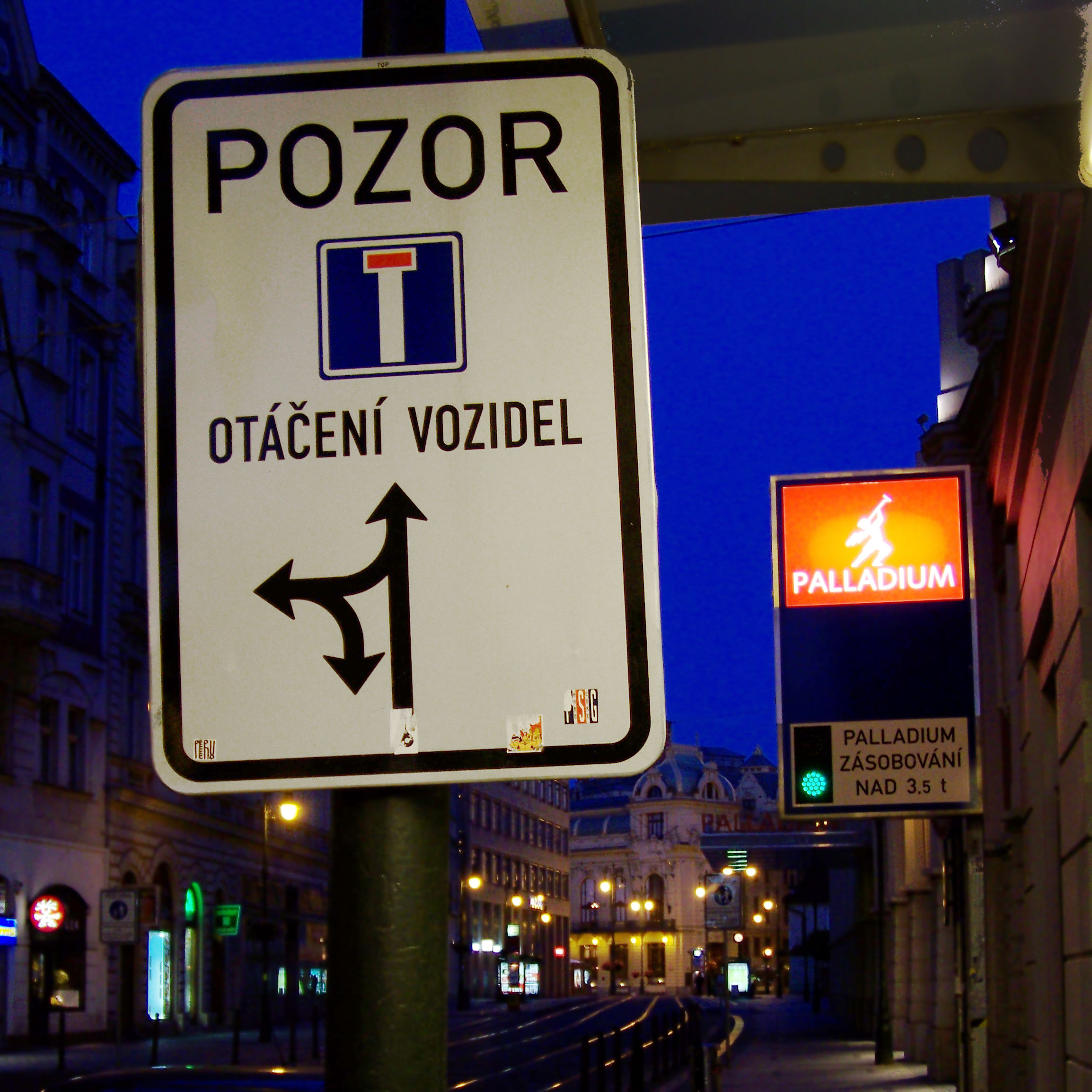
Schema úvraťového obratiště v Praze

V silniční dopravě se úvrať používá převážně pro otáčení vozidel ve slepém úseku komunikace. Na konci slepých komunikací bývají zřizována úvraťová obratiště (zpravidla typu triangl). 
Úvraťová obratiště by neměla být navrhována pro autobusy; výjimečně nebo provizorně se ale lze setkat s takovými konečnými stanicemi v místech, kde není prostor na autobusovou smyčku.
Typem silniční úvrati jsou i slepé cesty, kam vozidlo musí zacouvat, protože na nich není možné se otočit vůbec.